# Congrès démocratique de la Gambie
Le Congrès démocratique de la Gambie (en anglais : Gambia Democratic Congress, abrégé en GDC) est un parti politique gambien dirigé par Mammah Kandeh, ancien membre de l'assemblée nationale de Gambie.
Le parti a été fondé en 2016 et est candidat aux élections législatives de 2017. Après sa fondation, Mammah Kandeh a effectué une tournée dans toute la Gambie, attirant une foule énorme. Le chef adjoint initial Facuru Sillah a ensuite quitté le parti à la suite d'un différend avec Mammah Kandeh. Aux élections législatives de 2022, ils perdent l'ensemble de leurs sièges.
Le parti est proche des Peuls.

## Résultats électoraux

### Présidentielle
| Année | Candidat      | Voix    | %     |
| ----- | ------------- | ------- | ----- |
| 2016  | Mammah Kandeh | 89 768  | 17.07 |
| 2021  | Mammah Kandeh | 105 902 | 12.32 |

### Législatives
| Année | Voix   | %     | Sièges | +/- |
| ----- | ------ | ----- | ------ | --- |
| 2017  | 65 938 | 17.38 | 5 / 53 | 5   |